# 福建省南安国光中学
福建省南安国光中学，简称国光中学，是福建省南安市的一所公立全日制中等学校，现仅开设高中部。

## 学校历史
- 1934年，著名华侨李光前创办于南安市梅山镇。
- 1944年，易名为南安国光中学（现名）。
- 1956年，确认为福建省重点中学。
- 1982年，认定为福建省重点华侨学校。
- 1996年，晋升“福建省一级达标学校”。
- 1999年，初高中分离，仅留高中部。
- 2003年，被确认为福建省首批“示范性高级中学”。
- 2018年，国光中学未通过福建省教育厅一级达标学校复查，被责令限期一年进行整改。[1]

## 办学成果
自1999年以来共培养了6名南安市高考状元。
2010年高考：文科状元，200多人考上重点大学（本一），本科上线率92%。

## 历任校长
- 黄飞跃（任期：2002年－今）
- 高桂林（任期：1984年—2002年）
- 李俊贤（任期：1981年—1984年）
- 张宝殿（任期：1979年—1981年）
- 张宝殿（任期：1973年—1978年）（革委会主任）
- 潘聪谋（任期：1956年—1959年）
- 郑明端（任期：1952年—1969年）
- 杜  煌（任期：1949年—1951年）
- 余文扎（任期：1947年—1949年）
- 黄佳才 (任期：1946年 —1947年
- 彭垂裳 (任期：1945年 —1946年
- 柳元元 (任期：1944年 —1945年
- 刘向仁 (任期：1943年 —1944年

## 著名校友
- 李龙土，中国工程院院士
- 林翔云，厦门牡丹香化企业有限公司董事长